# Armier Bay
Armier Bay – zatoka z dwiema plażami Armier oraz Little Armier, położona w Mellieħa, na północnym skraju Malty. Jest objęta różnymi programami ochrony środowiska, dotyczącymi głównie zabezpieczenia ekosystemu morskiego.

## Atrakcje na miejscu
Z obu plaż rozciąga się widok na wyspy Gozo i Comino.
Na miejscu istnieje możliwość uprawiania wielu sportów wodnych, w tym windsurfingu, kitesurfingu, nurkowania, snorkelingu oraz żeglarstwa.
W najbliższej okolicy nie ma hoteli lub ośrodków wypoczynkowych. Znajdują się tu natomiast bary i restauracje oraz miejsca do grillowania. Istnieje możliwość wypożyczenia leżaków i parasoli.

## Atrakcje w okolicy
W miejscowości Mellieħa, w której znajduje się zatoka Armier Bay można spotkać wiele atrakcji turystycznych, takich jak Wieża Świętej Agaty, posiadający punkt widokowy na okolicę oraz Sanktuarium Matki Bożej, w skład której wchodzi jeden z najważniejszych kościołów na Malcie.
W pobliżu znajduje się również rezerwat przyrody Għadira, w którym dominują ptaki wodne, będące pod ochroną.
Kilka kilometrów od Armier Bay znajduje się zatoka Mellieħa Bay z największą piaszczystą plażą na Malcie, rozciągającą się na ponad kilometr.

## Bezpieczeństwo
W odległości kilkunastu metrów od plaż woda w morzu jest płytka i czysta. Plaże są regularnie monitorowane pod kątem bezpieczeństwa. Mniejsza z nich Little Armier bywa pokryta wodorostami.

## Pogoda
Optymalne warunki pogodowe w zatoce występują od maja do października, gdy maksymalna temperatura powietrza przeważnie przekracza 25°C, a woda w sezonie wakacyjnym nagrzewa się do temperatury 23°C. Latem panuje sucha, słoneczna i spokojna pogoda. Opady są rzadkie.

## Dojazd
Zatoka jest dobrze skomunikowana z resztą wyspy. Plaże znajdują się w odległości kilkuset metrów od trasy prowadzącej do Cirkewwy, jednej z głównych szlaków komunikacyjnych na Malcie. Wzdłuż bocznej drogi można zaparkować samochód lub wysiąść na jednym z przystanków usytuowanych, a następnie dotrzeć pieszo w ciągu kilku minut.
Główne trasy autobusowe:
- Z lotniska – linia X1 (czas jazdy: ok. 1 godziny)
- Z Valletty – linie autobusowe nr 41, 42, 49 i 250 (dojazd w ok. 50 minut)
- Z jednostki administracyjnej Saint Paul’s Bay - linie autobusowe nr X1, 42, 221, 222 (dojazd 20-30 minut)
- Ze Sliemy i St. Julians – linie autobusowe nr 222 i N11 (czas jazdy 50-60 minut)
- Z Cirkewwy, dokąd kursuje prom z wyspy Gozo - linie autobusowe nr X1, 41, 42, 101, 221, 222